# Uniwersytet w Oslo

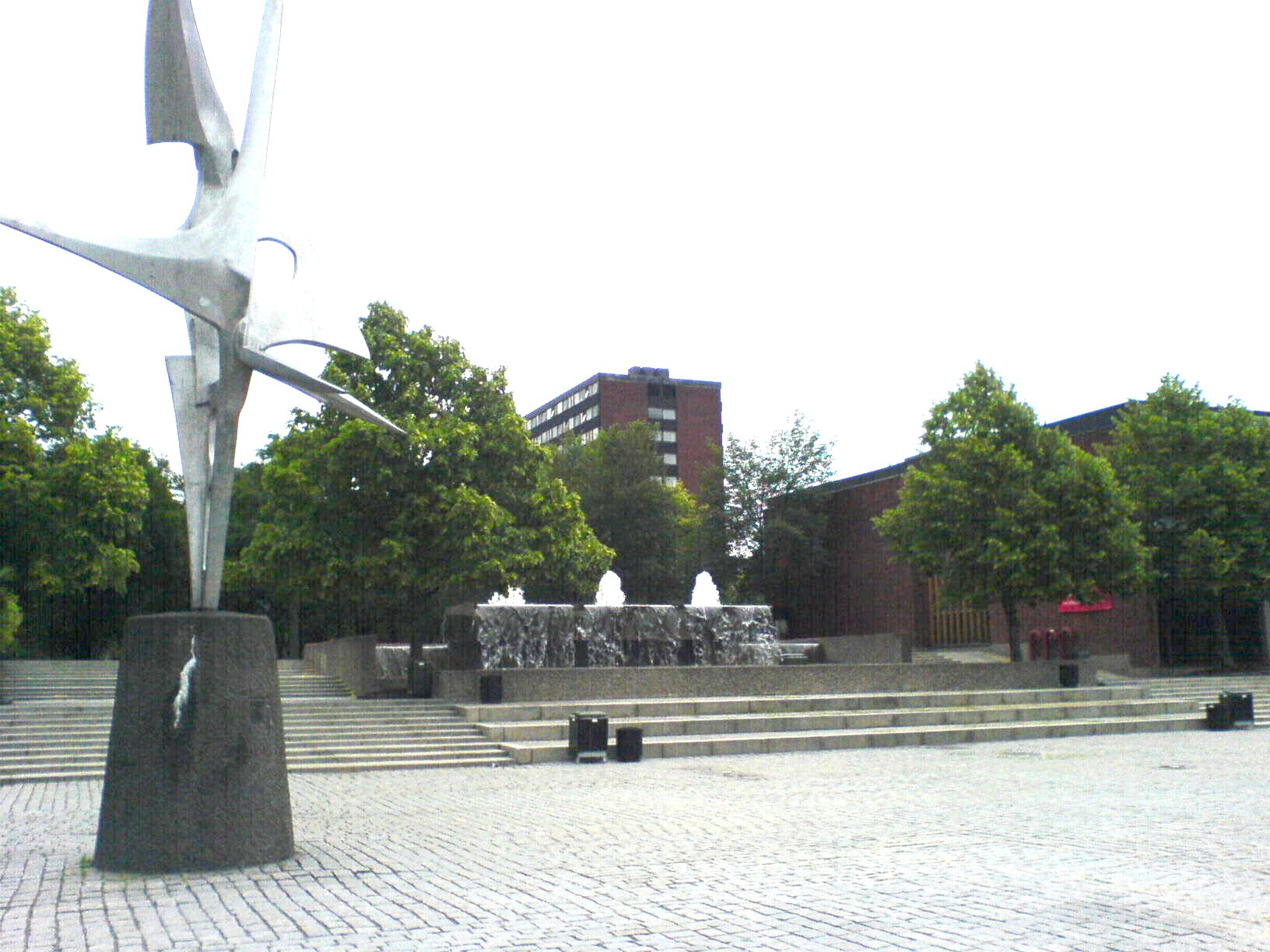
Kampus Uniwersytetu w Oslo

Uniwersytet w Oslo (norw. Universitetet i Oslo) – norweska uczelnia publiczna w Oslo. Została założona w 1811 jako Universitas Regia Fredericiana, wzorowany na Uniwersytecie Fryderyka Wilhelma w Berlinie. Obecnej nazwy używa się od 1939. Jest największą i najstarszą uczelnią w Norwegii.
Uniwersytet w Oslo tworzą następujące wydziały: Wydział Teologiczny, Wydział Prawa, Wydział Medycyny, Wydział Humanistyczny, Wydział Nauk Matematyczno-Przyrodniczych, Wydział Stomatologiczny, Wydział Nauk Społecznych, Wydział Pedagogiczny. Kształci się na nim około 32 000 studentów, a zatrudnionych jest blisko 4600 pracowników.

## Historia

### Pierwsze lata
Od 1397 Norwegia była związana unią, a tym samym całkowicie uzależniona od Danii, której władcy obawiali się, że założenie w Norwegii wyższej uczelni doprowadzić by mogło do rozwiązania unii. Dopiero na skutek nacisków ze strony Norwegów król Fryderyk VI Oldenburg zdecydował się w 1811 na ufundowanie wyższej uczelni. Pierwotne plany zakładały utworzenia uniwersytetu w Kongsbergu, niewielkiej miejscowości leżącej około 80 kilometrów na zachód od Oslo. Ostatecznie w 1812 zapadła decyzja o założeniu w Christianii (ówczesna nazwa Oslo) Królewskiego Uniwersytetu Fryderyka. Pierwsze zajęcia w wynajętych salach rozpoczęły się w 1813. Uczęszczało na nie zaledwie 17 studentów, a kursy prowadziło 6 wykładowców.

### Uniwersytet na Karl Johans gate
Przez wiele lat wykłady odbywały się wyłącznie w wynajmowanych pomieszczeniach w centrum miasta, m.in. w tych samych salach, w których raz na trzy lata obradował norweski parlament. Pierwszy budynek zaprojektowany i wybudowany na potrzeby uniwersytetu powstał w 1833. Było to tzw. Obserwatorium (Observatoriet) zaprojektowane przez architekta Christiana Heinricha Groscha. Dopiero w 1852 wzniesiono budynki uniwersyteckie z prawdziwego zdarzenia na głównej ulicy Christianii – Karl Johans gate. Ich projektantem był również Grosch, zainspirowany klasycystycznymi budowlami niemieckiego architekta i malarza Karla Friedricha Schinkla. Aż do czasu powstania budynku parlamentu norwescy posłowie obradowali w wynajmowanych salach uniwersytetu przy Karl Johans gate.

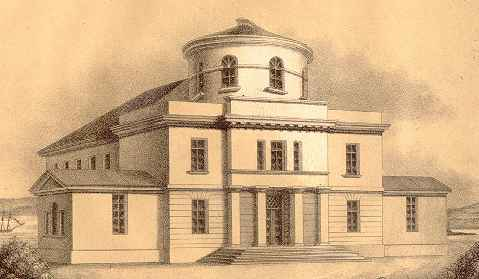
Obserwatorium – pierwszy budynek zaprojektowany z myślą o potrzebach Uniwersytetu w Oslo

W XIX wieku, w czasie gdy Norwegia związana była z unią ze Szwecją, powstało w Christianii wiele budynków użyteczności publicznej. Cztery z nich – w tym budynki uniwersyteckie – umiejscowione są na planie krzyża na dwóch osiach. Naprzeciwko siebie na dłuższej osi leżą budynek Pałacu Królewskiego (Det kongelige slottet) i Parlamentu (Stortinget), zaś na krótszej – kompleks uniwersytecki naprzeciwko Teatru Narodowego (Nationaltheateret). W ten sposób tworzą się dwie opozycje: władza królewska – władza ustawodawcza oraz nauka – kultura.
W 1911 wzniesiono Aulę Uniwersytecką, którą kilka lat później ozdobił swoimi malowidłami (w wyniku trwającego wiele lat konkursu) norweski malarz Edvard Munch. Również w 1911 wzniesiono w innej części miasta, przy Solli plass, budynek Biblioteki Uniwersyteckiej, w której obecnie ma swoją siedzibę Biblioteka Narodowa.

### Kampus na Blindern
Już z końcem XIX wieku budynki uniwersyteckie przy Karl Johans gate okazały się zbyt małe na potrzeby wciąż rosnącej rzeszy studentów. W 1923 podjęto decyzję o budowie nowego kampusu uniwersyteckiego w dzielnicy Blindern. Ale z powodu problemów finansowych budowa szła opornie i pierwszy budynek oddano do użytku dopiero w 1931. Wkrótce powstały też inne budynki i studenci większości wydziałów ostatecznie przenieśli się do nowego kampusu.

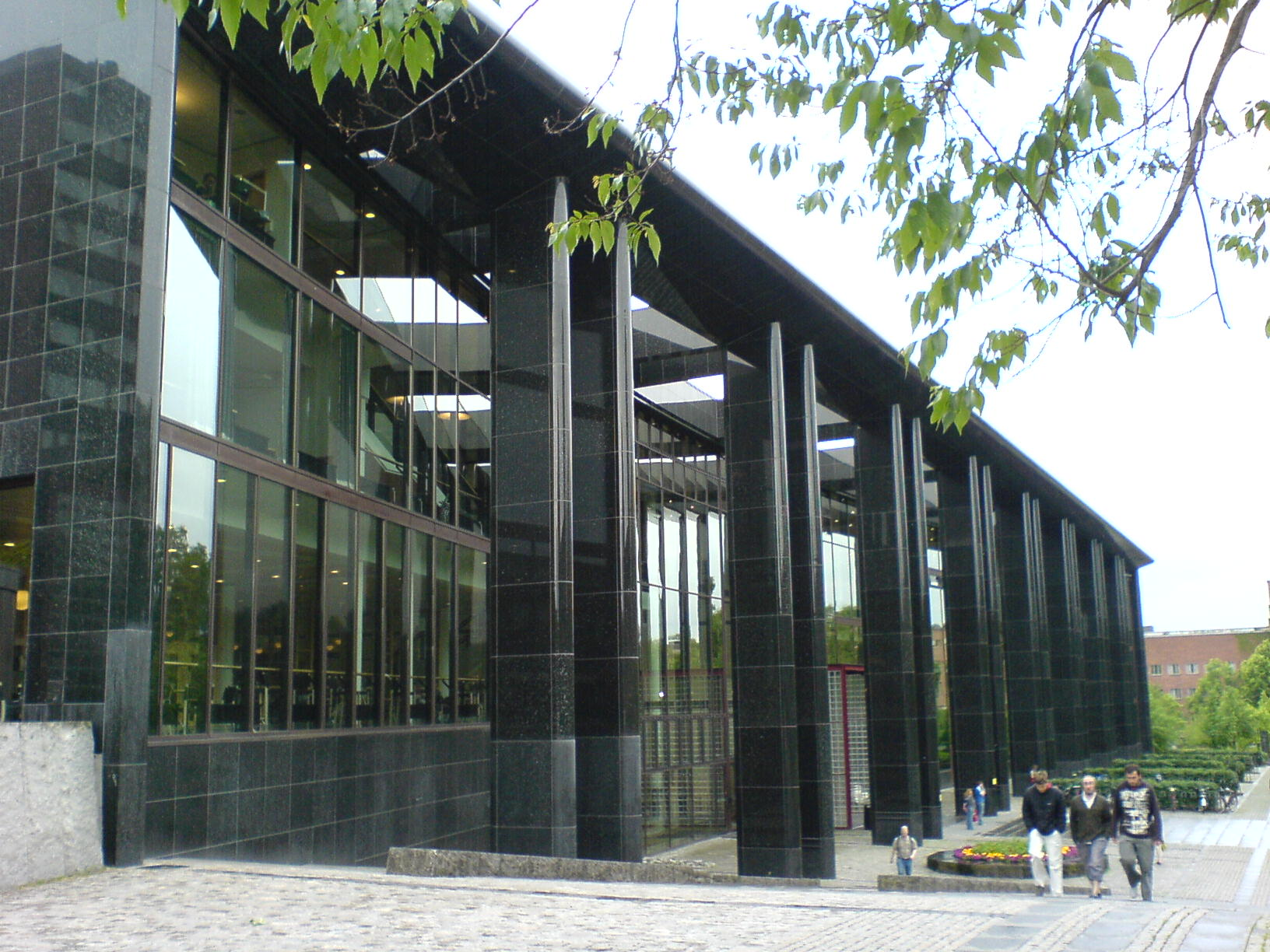
Biblioteka Uniwersytecka w Oslo

W 1939 uniwersytet zmienił nazwę na Uniwersytet w Oslo. W latach 1960. rozbudowano znacznie wschodnią część Blindern i dziś tu znajduje większość budynków uniwersytetu. W latach 1970. wzrosła liczba studentów, osiągając 20 tysięcy. Pod koniec XX wieku na Uniwersytecie w Oslo studiowało aż 40 tysięcy osób. Obecnie ta liczba spadła do 32 tysięcy.
W 1991 oddano do użytku nowoczesny budynek biblioteki Uniwersytetu w Oslo (Georg Sverdrups hus). Zbiory dawnej biblioteki podzielono i w ten sposób powstały dwa księgozbiory – Biblioteki Uniwersyteckiej i Biblioteki Narodowej.

## Wydziały i instytuty
Wydział Teologiczny (Det teologiske fakultet – TF) był jednym z czterech pierwszych wydziałów uniwersytetu. Do 1908 był jedynym miejscem w Norwegii, gdzie można było studiować teologię. Początkowo kształcił wyłącznie teologów i duchownych, dziś można tu studiować także inne kierunki, m.in. nauki o religiach chrześcijańskich, etykę zawodową i nauki katechetyczne. Na wydziale studiuje około 450 studentów (443 – dane na rok 2003). Wydział zatrudnia około 40 pracowników naukowych.
Wydział Prawa (Det juridiske fakultet – Jus) to drugi z pierwszych czterech wydziałów uniwersytetu. Kilka instytutów tego wydziału mieści się dziś w najstarszych budynkach uniwersyteckich wzniesionych w 1852 na placu Uniwersyteckim w centrum Oslo. Wydział składa się z następujących instytutów i jednostek: Zespół Administracyjno-Informacyjny, Instytut Kryminologii i Socjologii Prawa, Instytut Prawa Publicznego, Instytut Prawa Cywilnego, Instytut Prawa i Informacji, Nordycki Instytut Prawa Morskiego, Norweskie Centrum Praw Człowieka, Centrum Prawa Europejskiego. Średnio rocznie na wydziale studiuje ponad 4000 studentów (4383 – dane z 2003). Wydział zatrudnia ponad 200 pracowników naukowych.

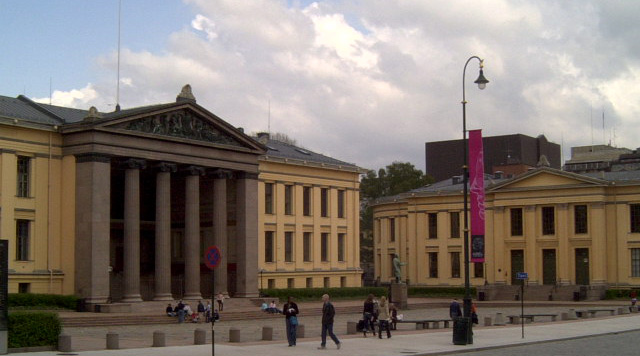
Najstarsze budynki Uniwersytetu w Oslo – Domus Media po lewej, Domus Academica po prawej, dziś mieści się tu tylko Wydział Prawa

Wydział Medycyny (Det medisinske fakultet – Med) – to trzeci z pierwszych czterech wydziałów uniwersytetu. Składa się z następujących jednostek i instytutów: Szpital Uniwersytecki Aker (Aker univ.sykehus), Szpital Uniwersytecki Akershus (Akershus univ.sykehus), Norweski Szpital Radiologiczny (Det norske radiumhospital), Szpital Uniwersytecki Ullevål (Ullevål univ.sykehus), Szpital Królewski (Rikshospitalet), Instytut Medycyny Ogólnej i Społecznej, Instytut Zarządzania i Ekonomii Służby Zdrowia, Instytut Podstawowych Nauk Medycznych, Instytut Psychiatrii, Instytut Pielęgniarstwa i Nauk o Służbie Zdrowia. Wydział przyjmuje rocznie ponad 300 nowych studentów. Średnio rocznie studiuje tu około 2000 osób (2054 – dane na rok 2003). Wydział zatrudnia około 700 pracowników naukowych.
Wydział Humanistyczny (Det humanistiske fakultet – HF) – wraz z Wydziałem Nauk Matematyczno-Przyrodniczych tworzył Wydział Filozoficzny, jeden z czterech pierwszych wydziałów. Składa się z siedmiu głównych instytutów. Są to: Instytut Archeologii, Konserwacji i Nauk Historycznych, Instytut Kulturoznawstwa i Orientalistyki, Instytut Filozofii, Historii Idei, Historii Sztuki i Filologii Klasycznej, Instytut Literatury, Studiów Regionalnych i Języków Europejskich, Instytut Lingwistyki i Nordystyki, Instytut Medioznawstwa i Komunikacji, Instytut Muzykologii. Dodatkowo przy wydziale działa Centrum Studiów Ibsenowskich. Na wydziale studiuje około 8000 studentów (7776 – dane na rok 2003), z czego rocznie mury uczelni opuszcza z dyplomem 700 osób. Wydział zatrudnia około 550 pracowników naukowych.
Wydział Nauk Matematyczno-Przyrodniczych (Det matematisk-naturvitenskapelige fakultet – MN) wraz z Wydziałem Humanistycznym tworzył Wydział Filozoficzny, jeden z czterech pierwszych wydziałów. Obecnie składa się z następujących instytutów: Instytut Astrofizyki Teoretycznej, Instytut Biologii Molekularnej, Instytut Biologii, Instytut Farmacji, Instytut Fizyki, Instytut Nauk o Ziemi, Instytut Informatyki, Instytut Chemii, Instytut Matematyki. Średnio rocznie studiuje tu około 4500 osób (4529 – dane na rok 2003). Wydział zatrudnia około 900 pracowników naukowych.

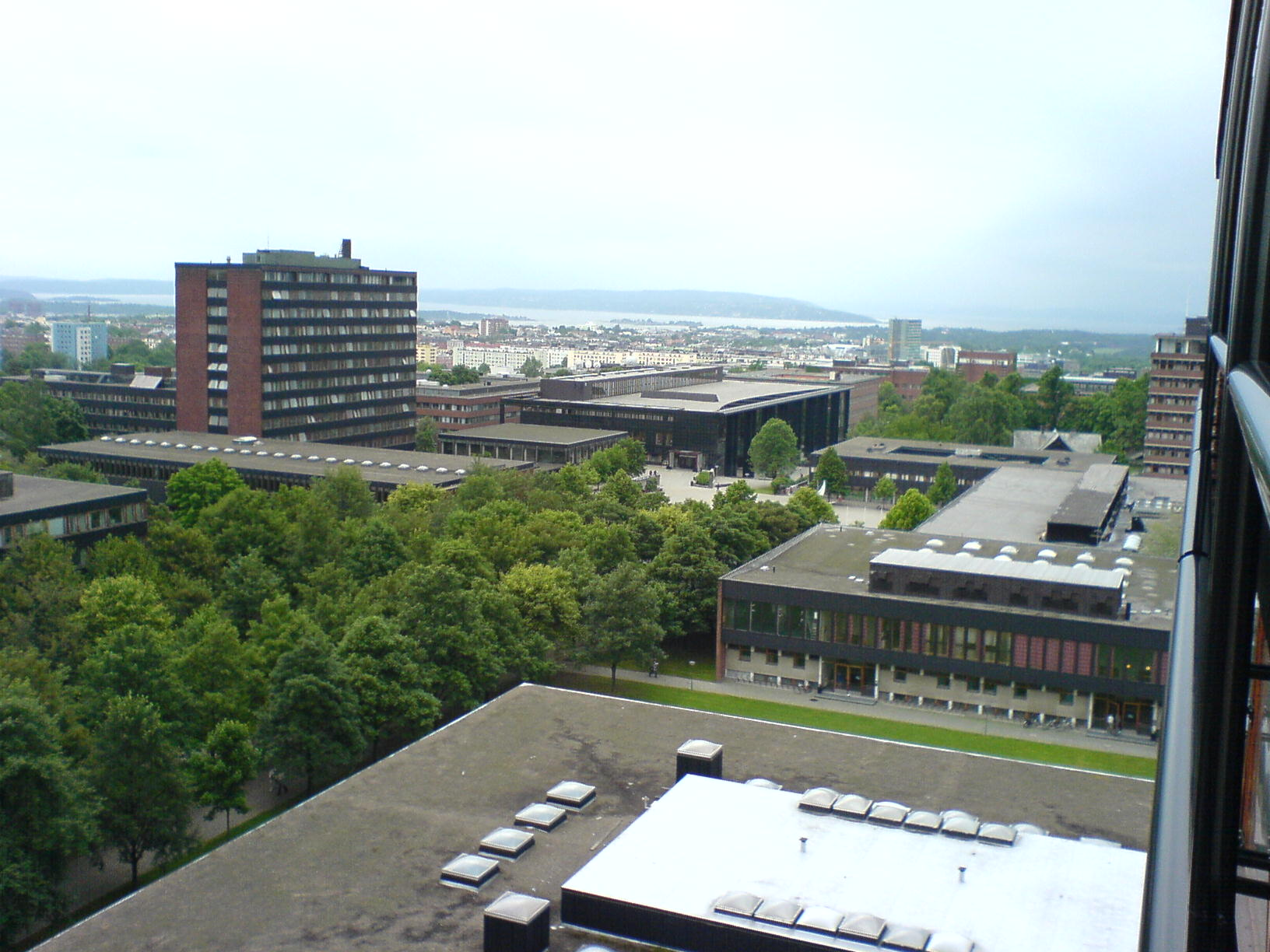
Uniwersytet w Oslo – widok z okna Wydziału Humanistycznego

Wydział Stomatologiczny (Det odontologiske fakultet – Odont) – założona w 1928 Wyższa Szkoła Stomatologiczna została w 1959 przyłączona do Uniwersytetu w Oslo jako Wydział Stomatologiczny. Tworzą go dwa instytuty: Instytut Biologii Jamy Ustnej i Instytut Stomatologii Klinicznej. Średnio rocznie studiuje tu około 400 osób (406 – dane z 2003). Wydział zatrudnia około 220 pracowników naukowych.
Wydział Nauk Społecznych (Det samfunnsvitenskapelige fakultet – SV) – założony w 1963. Obecnie składa się z następujących instytutów i jednostek: Instytut Socjologii i Geografii Społecznej, Instytut Stosowanych Nauk Społecznych, Instytut Psychologii, Instytut Antropologii Społecznej, Instytut Ekonomii, Centrum Technologii, Innowacyjności i Kultury, ARENA – Centrum Badań Europejskich. Średnio rocznie studiuje tu około 6500 osób (6400 – dane z 2003). Wydział zatrudnia około 300 pracowników naukowych.
Wydział Pedagogiczny (Det utdanningsvitenskapelige fakultet – UV) – najmłodszy wydział uniwersytetu, powstał w 1996. Tworzą go: Instytut Nauczania i Rozwoju Szkolnictwa, Instytut Pedagogiki Specjalnej, Instytut Nauk Pedagogicznych, Centrum Badań Interdyscyplinarnych InterMedia. Średnio rocznie studiuje tu około 2400 osób (2365 – dane z 2003). Wydział zatrudnia około 190 pracowników naukowych.

## Nobliści z Uniwersytetu w Oslo
Pięciu naukowców z Uniwersytetu w Oslo zostało uhonorowanych Nagrodą Nobla:
- Fridtjof Nansen (1861–1930) otrzymał w 1922 Pokojową Nagrodę Nobla.
- Ragnar Frisch (1895–1973) otrzymał w 1969 Nagrodę Banku Szwecji im. Alfreda Nobla w dziedzinie ekonomii.
- Odd Hassel (1897–1981) otrzymał w 1969 Nagrodę Nobla w dziedzinie chemii.
- Ivar Giaever (1929-) otrzymał w 1973 Nagrodę Nobla w dziedzinie fizyki.
- Trygve Haavelmo (1911–1999) otrzymał w 1989 Nagrodę Banku Szwecji im. Alfreda Nobla w dziedzinie ekonomii.